# Kommitté

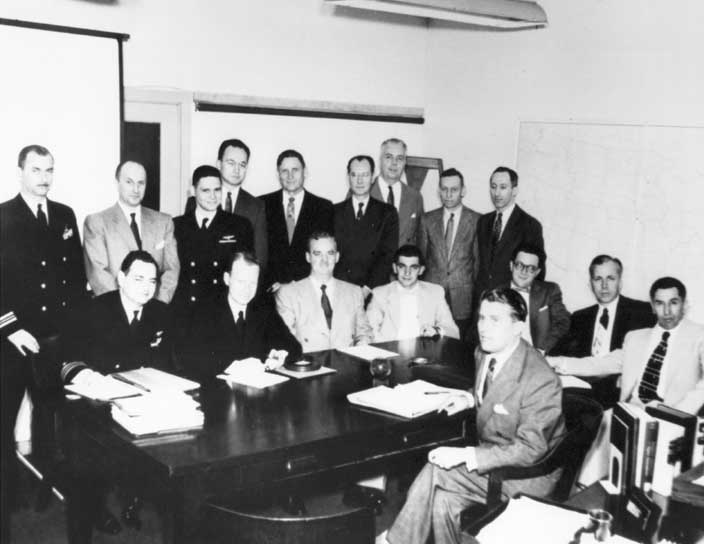
Kommitté för Orbiterprojektet 17 mars 1954.

En kommitté är en grupp inom en organisation, förvaltning eller beslutande organ som sammansatts för att handha vissa frågor. Kommittéer kan ha ett tidsbegränsat uppdrag eller vara mer eller mindre permanenta grupperingar.
- I svensk statsförvaltning är kommitté vanligen det officiella namnet på det som i dagligt tal kallas ”en utredning”. (Begreppet utredning eller betänkande syftar egentligen på resultatet från kommittén.) Många dylika kommittéer är egna myndigheter som läggs ner efter utredningsuppdragets slut, och således har en tidsbegränsad livstid.

- En permanent kommitté kan vara samma sak som en nämnd. I vissa länders parlament används begreppet kommitté snarare än utskott, vilket är det begrepp som används i Sveriges riksdag (riksdagsutskott).